# Ommatokoita elongata
Ommatokoita elongata es un copépodo parásito de 30 mm de largo, que con frecuencia se encuentra permanentemente sujetado a las córneas del tiburón de Groenlandia y del tiburón dormilón del Pacífico. Los parásitos causan empeoramiento visual severo, pero se cree que los tiburones no confían en su aguda visión para sobrevivir. Se ha especulado que el copépodo puede ser bioluminiscente y así forma una relación mutualista con el tiburón atrayendo presas, pero esta hipótesis no ha sido verificada. Es la única especie en el género Ommatokoita.